# Furbesco
Il furbesco o gergo furbesco o zerga è il gergo anticamente utilizzato dalla malavita. Sorto al fine di rendere non facilmente intelligibili le comunicazioni tra i componenti della malavita, la sua presenza, seppur con diversificazioni territoriali e linguistiche, è documentata in Francia e Italia dal XVI secolo all'inizio del XX secolo, quando ebbe inizio il suo declino e la sua progressiva estinzione.
La voce "furbo", cui il nome di questo gergo fa riferimento, nell'uso antico e gergale aveva un significato diverso da quello passato nella lingua attuale e valeva come "colui che forbisce", ovvero ripulisce le tasche altrui (e quindi "ladro").
Il furbesco non è solo una lingua criptica o parassita: esiste tutta una letteratura in furbesco, sorta in pieno rinascimento, e tuttora per lo più poco conosciuta in quanto per lo più inedita.